# Casimir Ulrich Boehlendorff
Casimir Ulrich Boehlendorff (* 16. Mai 1775, vermutlich in Mitau, Kurland; † 10. April 1825 in Markgrafen, Kurland) war ein Schriftsteller, Dichter und Historiker.

## Leben
Im Oktober 1794 immatrikulierte sich Casimir Ulrich Boehlendorff an der Universität Jena. Dort war er Hörer von Johann Gottlieb Fichte und wurde Mitglied der Gesellschaft der freien Männer. Eine Freundschaft schloss Boehlendorff mit Johann Friedrich Herbart.
In den Jahren 1797 bis 1799 war er als Hauslehrer bei Berner Familien tätig und schrieb danach eine Geschichte der Helvetischen Revolution. 1803 gab er zusammen mit Gerhard Anton Hermann Gramberg ein Poetisches Taschenbuch heraus. Auch mit Friedrich Hölderlin sowie mit anderen Dichtern und Gelehrten war er gut befreundet. Aber trotz vieler Versuche und Hilfen, z. B. durch Johann Smidt in Bremen, gelang es Boehlendorff nicht, gesellschaftlich Fuß zu fassen, wozu auch das negative Urteil von Schiller und Goethe gegen ihn beigetragen haben dürfte.
Casimir Ulrich Boehlendorff beendete sein Leben 1825 durch Suizid.
Boehlendorff verfasste mehrere Theaterstücke und Gedichte. In neuerer Zeit setzte ihm Johannes Bobrowski ein literarisches Denkmal mit der Erzählung „Boehlendorff“ (1965 publiziert, 1986 von Albrecht Surkau als Hörspiel produziert).

## Werke
- Casimir Ulrich Boehlendorff: Werke in drei Bänden. Hrsg. von Frieder Schellhase. Stroemfeld Verlag, Frankfurt am Main 2000, ISBN 3-87877-619-5.
- Casimir Ulrich Boehlendorff: Geschichte der Helvetischen Revoluzion. Hrsg. von Klaus Pezold, Paul Haupt Verlag, Bern 1997, ISBN 3-258-05728-1.